# Lelia Constanța Băjenescu
Lelia Constanța Băjenescu (n. 21 mai 1908, Corlate, județul Dolj – d. 15 decembrie 1980, Craiova) a fost prima radioamatoare din România.

## Biografie
S-a născut pe 21 mai 1908 în localitatea olteană Corlate, fiind fiica lui Gheorghe și a Smarandei Petrescu. În 1926 susține bacalaureatul la Liceul „Elena Cuza” din Craiova. 
În 1929 se căsătorește cu ofițerul de transmisiuni Ioan T. Băjenescu (realizatorul, la 26 septembrie 1926, a primei emisiuni românești de radioamator pe unde scurte), care, împreună cu doctorul craiovean Alexandru Savopol, a construit prima stație de emisie-recepție pe unde scurte din România și a pus bazele radio-clubului CV5 din Craiova în 1928.
Lelia Băjenescu, de profesie casnică, cu o solidă educație și cultură generală și vorbind curent germana și franceza, este repede atrasă de activitatea soțului ei. A învățat radiofonia și alfabetul Morse participând la construcția și darea în exploatare a aparatelor de emisie-recepție și a devenit stăpână pe toate aspectele cheie ale radioamatorismului. În curând „iese în eter” și devine, în 1926, prima femeie radioamatoare din România folosind indicativul soțului ei, YL CV5BI. Cunoscând bine franceza și germana, reușește zeci de mii de legături radiofonice pe toate meridianele.